# Indie na Letních olympijských hrách 2016
Indie se účastnila Letní olympiády 2016.

## Medailisté
| Medaile | Jméno           | Sport     | Soutěž                |
| ------- | --------------- | --------- | --------------------- |
| Stříbro | P.V. Sindhuová  | Badminton | Ženy jednotlivkyně    |
| Bronz   | Sakshi Maliková | Zápas     | Ženy volný styl 58 kg |